# Nouzová kolonie
Nouzová kolonie je v českém kontextu zejména název čtvrtí nouzových staveb, které vznikaly zejména ve 20. a 30. letech 20. století. Vznikaly částečně organizovaně například tak, že bylo na městských pozemcích povoleno postavit si domky např. bývalým legionářům nebo železničářům, a částečně živelně, když si na městských pozemcích stavěli domky, boudy a vyřazené vagóny chudí dělníci a nezaměstnaní. Typicky se je chudé dělnické rodiny snažily při svém smyslu pro čistotu a pořádek upravit co nejútulněji a nejvzhledněji i zřízením zahrádek. Některé z těchto kolonií již byly zrušeny, jiné se postupně více či méně transformovaly v regulérní obytné kolonie, v nichž některé domy získaly stálá čísla popisná, nebo v zahrádkářské kolonie. 

## Nouzové kolonie a slumy v Česku a Slovensku

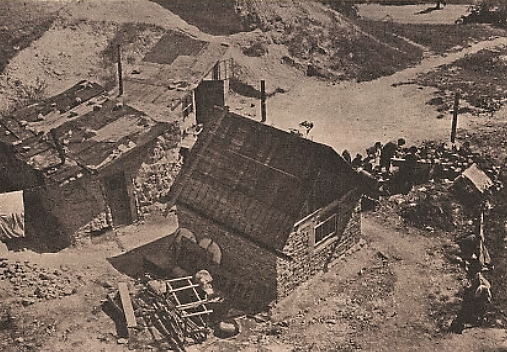
Nouzová kolonie, Praha 1935

Před druhou světovou válkou slumy existovaly ve větším počtu zejména v Praze, kde se jim říkalo kolonie nebo nouzové kolonie, například na Žižkově (termín „kolonie“ však byl v té době populární i pro plánovitě zakládané regulérní čtvrtě či osady různého charakteru, od čtvrtí hornických či dělnických domků přes čtvrtě rodinných domů nebo i luxusních vil až po čtvrtě nájemních nebo družstevních bytových domů). 

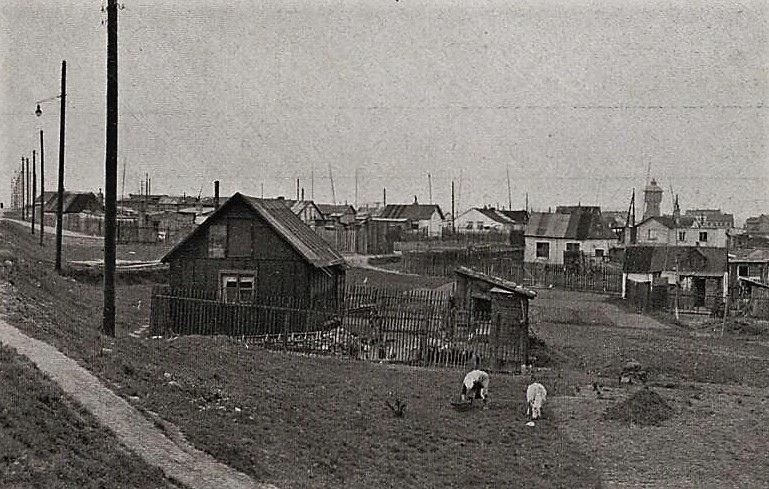
Nouzová kolonie Praha Pankrác, 1935

Poslední nouzové kolonie v Praze byly ojediněle obývány ještě na počátku 60. let 20. století (např. v Praze na Pankráci v prostoru dnešního sídliště Pankrác III., mezi ulicemi Na strži a Jeremenkova). Stále a od 20. let 20. století dosud víceméně nepřetržitě je obydlená nouzová kolonie Na Slatinách v Michli, třebaže místy se přiblížila zahrádkářské kolonii. Bývalá nouzová kolonie je též v Praze Na Kotlasce.
Nouzové kolonie podobné klasickým velkoměstským slumům lze ještě dnes nalézt kupříkladu v některých romských osadách na Slovensku.
Od padesátých let 20. století, kdy z nouzových kolonií byla koncentrace chudoby vytěsněna, již v Česku nelze hovořit o slumech. Prostorové oddělení je spíše spojeno s etnicitou a hovoří se o minoritních ghettech. Po roce 1990 řeší české obce problém bezdomovectví.

### Názvy
Kolonie nesly názvy někdy podle místa (Na Krejcárku), podle blízkých významných objektů (U Trezorie, Za Aero), podle přírodního prostřední (v Brně Kamenná kolonie); někdy nesly ovšem názvy posměšné, evokující odlehlost nebo neuspořádanost prostředí, jako Čína, Mexiko, v Brně Šanghaj; za pražskou krčskou kolonií Na strži neslo několik domků „obývaných nejpochybnějšími živly“ název Amerika.

### České umění
- Na Rafandě – 1925, sloupek Karla Čapka v Lidových novinách[8]
- Hej rup – 1934, film Martina Friče, ve kterém se Voskovec a Werich setkají s Martou, žijící v nouzové kolonii
- Děvčátko z kolonie – 1942, opereta a píseň skladatele Rudolfa Kubína, odehrávající se v ostravské hornické kolonii